# Wolmar Sjögren
Curt Wolmar Sjögren, född 29 oktober 1901 i Växjö församling i Kronobergs län, död 18 juli 1974 i Hedvig Eleonora församling i Stockholm, var en svensk direktör.
Wolmar Sjögren var son till grosshandlaren Johan Sjögren och Ellen Christersson. Efter handelsgymnasium bedrev han språkstudier i Tyskland och England 1919–1920. Han var anställd vid Deutsch-Amerikanische Petroleum Gesellschaft i Hamburg 1921–1924, sedan försäljare vid Bedford Petroleum Co i Paris 1925–1926 och därefter chef för dess avdelning i Antwerpen-Basel 1927–1930.
Efter återkomsten till Sverige var han disponent vid AB Nafta Syndikat i Stockholm 1931–1938, direktör för T Olsens fabrik AB 1938–1949, försäljningsdirektör vid Askersundsverken AB och AB Swedish Drums 1949–1961 samt AB Hannells emballagefabrik från 1961.
Han var gift första gången 1926–1936 med Elsa Gertrude "Sissi" Meyer (född 1903) från Schweiz, andra gången 1936–1942 med sångerskan Ulla Billquist (1907–1946), tredje gången 1942–1945 med skådespelaren Olga Berley (född 1918), omgift McCloskey, New York, dotter till Axel Sigfrid (Karlsson) Berley och Hilda Vilhelmina, ogift Andersson, fjärde gången 1945–1972 med Greta Åkerman (1916–2009) och femte gången 1972 med Ingrid Almquist (1926–2002). Han fick två döttrar: Sonja Schöllin (född 1927) och Madeleine Reuterskiöld (född 1947). Wolmar Sjögren är begravd på Norra begravningsplatsen utanför Stockholm.